# 桐浴邦夫
桐浴 邦夫（きりさこ くにお、1960年 - ）は、日本の建築史家。中村昌生に師事。京都建築専門学校副校長。茶室・数寄屋建築の研究、伝統建築の保存活動に取り組み、国内外の大学で学生指導に当たる。　東京大学博士（工学）。一級建築士。 茶名宗邦。『茶の湯空間の近代』(思文閣出版）で、茶の湯文化学術賞 を建築分野で初受賞。有斐斎弘道館理事。松殿山荘茶道会理事。擁翠亭保存会代表。現代・和室の会 副会長（幹事）。日本建築協会 監事。

## 来歴[8]
- 1960年 和歌山県生まれ
- 1984年 京都工芸繊維大学工芸学部建築学科卒
- 1986年 京都工芸繊維大学大学院建築学専攻修了（工学修士）
- 1987年 日本建築専門学校勤務
- 1993年 京都建築専門学校勤務
- 2000年 東京大学博士（工学）[4]

## 著書
- 『近代の茶室と数寄屋』淡交社、2004
- 『淡交別冊 第49号 茶室をつくる』（共著）淡交社、2006
- 『茶の湯空間の近代』思文閣出版、2018年[9]
- 『茶室露地大事典』（共著）淡交社、2018年
- 『世界で一番やさしい茶室設計』エクスナレッジ、2020年
- 『和室学:世界で日本にしかない空間』（共著）平凡社、2020年
- 『和室礼讃:「ふるまい」の空間学』（共著）晶文社、2022年
- 『あこがれの住まいとカタチ』（共著）建築資料研究社、2022年
- 『a+u2022年11月臨時増刊/茶室33選 利休・遠州から近代まで』（編著）エー・アンド・ユー、2022年[10]
- 『建築知識2023年9月号 和風住宅全史』（共著）建築知識、2023年